# Raba (dopływ Dunaju)
Raba (niem. Raab, węg. Rába) – rzeka w południowo-wschodniej Austrii i północno-zachodnich Węgrzech. Długość – 322 km (110,7 km w Austrii, 211,3 km na Węgrzech), powierzchnia zlewni – 5841 km², średni przepływ na granicy – 6,1 m³/s.
Raba wypływa na wysokości około 1200 m n.p.m. w masywie Osser (1548 m n.p.m.) w Alpach Styryjskich. W odcinku źródłowym tworzy malowniczy przełom zwany Raabklamm. Płynie na południowy wschód przez Przedgórze Styryjskie we wschodniej Styrii, po czym przepływa przez południowy skraj Burgenlandu. Na Węgrzech zmienia kierunek na północno-wschodni i płynie środkiem węgierskiej części Małej Niziny Węgierskiej, której jest główną rzeką. Dopływy przyjmuje w górnym i średnim biegu, ponieważ w dolnym biegu dopływy ze wschodu przyjmuje płynąca równolegle rzeka Marcal, a z zachodu – rzeka Rábca. Rábca, Raba i Marcal przepływają przez Győr, po czym wpadają do Dunaju Moszońskiego.
W dolinie Raby, w okolicach miejscowości Szentgotthárd (słń. Monošter) na Węgrzech, niedaleko zbiegu granic Austrii, Węgier i Słowenii, żyje kilkutysięczna mniejszość słoweńska, tzw. Słoweńcy porabscy.